# ГЕС Геллз-Каньйон
ГЕС Геллз-Каньйон — гідроелектростанція на межі штатів Орегон та Айдахо (Сполучені Штати Америки). Знаходячись між ГЕС Оксбоу (вище за течією) та ГЕС Ловер-Граніт, входить до складу каскаду на річці Снейк, лівій притоці Колумбії (має устя на узбережжі Тихого океану на межі штатів Вашингтон та Орегон).
У межах проекту річку перекрили бетонною греблею висотою 101 метр та довжиною 277 метрів. Вона утримує витягнуте по долині Снейк на 40 км водосховище з площею поверхні 9,8 км2 та об'ємом 206,9 млн м3.
Пригреблевий машинний зал обладнали трьома турбінами типу Френсіс потужністю по 130,5 МВт, які використовують напір у 67 метрів.
Видача продукції відбувається по ЛЕП, яка працює під напругою 69 кВ.